# Alexis Federico Cristián de Anhalt-Bernburg
Alexis Federico Cristián de Anhalt-Bernburg (en alemán, Alexius Friedrich Christian von Anhalt-Bernburg) (Ballenstedt, 12 de junio de 1767 - Ballenstedt, 24 de marzo de 1834) fue un príncipe alemán de la Casa de Ascania. Desde 1796 hasta 1803 fue el príncipe reinante del principado de Anhalt-Bernburg, y de 1803 a 1834 el primer duque del Ducado de Anhalt-Bernburg.

## Biografía
Alexis Federico Cristián era el único hijo varón del príncipe Federico Alberto de Anhalt-Bernburg y de su esposa, Luisa Albertina, hija del duque Federico Carlos de Schleswig-Holstein-Sonderburg-Plön.
Desde su más temprana infancia, él y su hermana, Paulina, recibieron una excelente educación. Al morir su padre en 1796, Alexis Federico Cristián heredó Anhalt-Bernburg.
Los territorios de Anhalt-Bernburg aumentaron al año siguiente con la división formal de Anhalt-Zerbst en 1797; Alexis Federico Cristián recibió las ciudades de Coswig y Mühlingen, que representaban un tercio del desaparecido principado. En 1812, al extinguirse la rama de Anhalt-Bernburg-Schaumburg-Hoym de la Casa de Ascania, heredó Hoym y algunos enclaves prusianos.
Alexis mejoró la educación con la construcción y ampliación de muchas iglesias y escuelas. Demostró un interés especial en la expansión de la red de carreteras, especialmente en los territorios recién adquiridos de su principado. La minería y la industria metalúrgica también se beneficiaron de su atención. Alexis Federico Cristián inició varios proyectos constructivos importantes, como el Saalebrücke (puente del Saale) en Bernburg (Saale), que fue destruido posteriormente. En 1810 fundó el Alexisbad (balenario de Alexis) en Selketal, y más tarde, en la región prusiana de Gernrode, creó otro balneario, el Beringer Bad.
En materia religiosa, era tolerante e ilustrado; en 1820 finalmente declaró la fe reformada y luterana como religiones cooficiales en su Estado. En 1826 se unió al Zollverein alemán y en 1829 creó una fundación civil para huérfanos, viudas y sirvientes.
El emperador Francisco II lo elevó al rango de duque en 1803. Después de la disolución del Sacro Imperio Romano Germánico, Alexis Federico Cristián, junto con sus parientes, los duques de Anhalt-Dessau y Anhalt-Köthen, entró en la Confederación del Rin. Algunas de sus tropas lucharon con Napoleón en el Tirol, España, Rusia, Danzig y Kulm. El 13 de diciembre de 1813, abandonó la Confederación del Rin y envió sus tropas con los aliados en 1814 y 1815 a Bélgica y Francia. El 8 de junio de 1815 se adhirió a la Confederación Germánica.
El duque Alexis Federico Cristián murió en Ballenstedt el 24 de marzo de 1834.

## Matrimonios y descendencia

Monograma real.

El 29 de noviembre de 1794, Alexis Federico Cristián contrajo matrimonio en Kassel con María Federica (Hanau, 14 de septiembre de 1768-ibidem, 17 de abril de 1839), hija del elector Guillermo I de Hesse. Tuvieron cuatro hijos:
1. Catalina Guillermina (Kassel, 1 de enero de 1796-ib., 24 de febrero de 1796).
2. Guillermina Luisa (Ballenstedt, 30 de octubre de 1799-Schloss Eller, Düsseldorf, 9 de diciembre de 1882), desposó el 21 de noviembre de 1817 al príncipe Federico Guillermo Luis de Prusia, nieto del rey Federico Guillermo II de Prusia y hermanastro del rey Jorge V de Hannover. Fue la madre del príncipe Jorge de Prusia.
3. Federico Amadeo (Ballenstedt, 19 de abril de 1801-ib., 24 de mayo de 1801), príncipe heredero de Anhalt-Bernburg.
4. Alejandro Carlos (Ballenstedt, 2 de marzo de 1805-Hoym, 19 de agosto de 1863).

Este matrimonio no fue feliz y la pareja se divorció en 1817.
En Ballenstedt, Alexis Federico Cristián contrajo matrimonio el 11 de enero de 1818 por segunda vez morganáticamente con Dorotea Federica de Sonnenberg (Bernburg, 23 de enero de 1781-Ballenstedt, 23 de mayo de 1818), quien poco después de su boda fue ennoblecida y creada baronesa de Hoym (en alemán: Frau von Hoym). La unión solo duró cuatro meses hasta la muerte de Dorotea.
El 2 de mayo de 1819, Alexis Federico Cristián contrajo matrimonio en Bernburg por tercera vez, de nuevo morganático, con Ernestina Carlota de Sonnenberg (Bernburg, 19 de febrero de 1789-Ballenstedt, 28 de septiembre de 1845), hermana de su segunda esposa. Como ella, Ernestina fue creada baronesa de Hoym poco después del enlace. El matrimonio no tuvo hijos.